# آيت ولال مهدومة (آيت اسليمان)
آيت ولال مهدومة هو دُوَّار يقع بجماعة لقصير، إقليم الحاجب، جهة فاس مكناس في المملكة المغربية. ينتمي الدوّار لمشيخة آيت اسليمان التي تضم 8 دواوير. يقدر عدد سكانه بـ 596 نسمة حسب الإحصاء الرسمي للسكان والسكنى لسنة 2004.

## وصلات خارجية
- البوابة الوطنية للجماعات الترابية
- المندوبية السامية للتخطيط